# Vitold Fokin
Vitold Pávlovych Fokin (en ucraniano : Віто́льд Па́влович Фо́кін, en Novomykolaivka, Raión de Novomykolaivka, Óblast de Dnipropetrovsk, República Socialista Soviética de Ucrania, Unión Soviética, 25 de octubre de 1932 — Kiev, Ucrania, 20 de marzo de 2025), fue un político ucraniano que se desempeñó como presidente del Consejo de Ministros de la República Socialista Soviética de Ucrania, y que, tras la disolución de la Unión Soviética, fue primer ministro de Ucrania.

## Primer ministro de Ucrania
El 18 de abril de 1991, Fokin fue nombrado Primer ministro de Ucrania. El 12 de septiembre de 1991, la Rada Suprema, parlamento ucraniano, adoptó una resolución sobre la "sucesión de Ucrania" en la que el país fue declarado sucesor directo de la RSS de Ucrania. El 22 de agosto de 1992, en una sesión plenaria del parlamento, el presidente de Ucrania Leonid Kravchuk aceptó un diploma de sucesión del gobierno en el exilio de la República Popular de Ucrania.
Como primer ministro, Fokin introdujo reformas radicales a favor de la economía de mercado aunque los críticos argumentaron que su inacción y los créditos fomentaban a varios proyectos no productivos que causaron la hiperinflación (1,210% en 1992) y en general un desastre en la economía nacional. Renunció el 8 de octubre de 1992 bajo presión de la Rada Suprema (el parlamento ucraniano) y el público. Hasta mayo de 1994, fue vicepresidente de la Rada Suprema. Fue presidente de la junta de supervisión de la empresa AOZT Devon hasta su disolución en 2009.

## Después de su retiro
En 2020, el canal de televisión prorruso 112 Ucrania publicó información sobre una entrevista que Fokin concedió en 2017 al periodista ucraniano Dmitry Gordon, en la que intentó justificar la anexión de Crimea por Rusia tras su nombramiento en el Grupo de Contacto Trilateral sobre Ucrania, un grupo de contacto formado por representantes de Ucrania, Rusia y la Organización para la Seguridad y la Cooperación en Europa (OSCE), que buscaba facilitar una resolución diplomática de la guerra del Dombás. El 30 de septiembre de 2020, el presidente ucraniano Volodímir Zelenski firmó un decreto destituyendo a Fokin del Grupo de Contacto Trilateral porque no se había guiado en sus "actividades y declaraciones por los intereses nacionales de Ucrania". Fokin fue destituido pocos días después de afirmar que "no había guerra entre Rusia y Ucrania en el Dombás". 
El 27 de marzo de 2022, durante la invasión rusa de Ucrania, un misil ruso impactó en la casa de Fokin; resultó ileso porque se encontraba en Moldavia en ese momento.
Fokin murió en Kiev el 20 de marzo de 2025, a la edad de 92 años.